# Dzsumabek Ibraimov
Dzsumabek Ibraimov (Dzhany-Alysh, Kirgiz SZSZK, 1944. január 1. – Biskek, 1999. április 4.) kirgiz politikus, 1998. december 25. és 1999. április 4. között Kirgizisztán hatodik miniszterelnöke. 

## Élete
Moszkvában végzett a Lomonoszov Egyetemen 1999-ben, négy hónap kormányzás után, 55 éves korában hunyt el gyomorrákban.

## Kitüntetések
- Munka Vörös Zászló érdemrendje (1990)

## Fordítás
- Ez a szócikk részben vagy egészben  a   Jumabek Ibraimov című angol Wikipédia-szócikk ezen változatának fordításán alapul.  Az eredeti cikk szerkesztőit annak laptörténete sorolja fel. Ez a jelzés csupán a megfogalmazás eredetét és a szerzői jogokat jelzi, nem szolgál a cikkben szereplő információk forrásmegjelöléseként.